# Apothekenmuseum Weißenburg
Das Apothekenmuseum in Weißenburg, einer Großen Kreisstadt im mittelfränkischen Landkreis Weißenburg-Gunzenhausen, zeigt eine Apothekeneinrichtung aus der Zeit Ende des 19. Jahrhunderts. Es ist in den Kellergewölben des Blauen Hauses in der Rosenstraße untergebracht, in dem sich heute noch die Einhorn-Apotheke befindet.
In der Sammlung wird die Einrichtung der Einhorn-Apotheke aus dem 19. Jahrhundert gezeigt, auch ältere Exponate sind vorhanden. Im Labor wird die Herstellung von Zäpfchen, Pulvern, Tabletten und Salben erklärt. Destillierkolben, Glasgeräte, Pillenbrett und Pillenmörser ergänzen die Ausstattung. Ausgestellt sind ferner Utensilien zur Herstellung und zum Vertrieb von Mineralwasser und Brauselimonaden. Zudem ist die Offizin aus der Gründerzeit vorhanden, eine Kräuter- und Materialkammer sowie eine umfangreiche handgeschriebene Rezeptsammlung aus dem 19. Jahrhundert, die bei Umbauarbeiten im Hause gefunden wurden.
Das Museum wird von der Stiftung Kohl’sche Einhorn-Apotheke getragen. Die Stiftung wurde 1986 durch den Apotheker Artur Binkert ins Leben gerufen, um an den Apotheker Wilhelm Kohl zu erinnern, der als Streckenkommissar der Reichs-Limeskommission an der Erforschung des Obergermanisch-Raetischen Limes beteiligt war.